# Frossasco
Frossasco (piemontiul: Frossasch, okcitánul: Frousasch) település Olaszországban, Lombardia régióban, Torino megyében. Lakosainak száma 2812 fő (2023. január 1.). Frossasco Cantalupa, Cumiana, Pinasca, Pinerolo, Piscina és Roletto községekkel határos.

## Népesség
A település népességének változása:
| Lakosok száma | 2841 | 2853 | 2812 |
|               | 2017 | 2018 | 2023 |